# Morti nel 1474
| Questa pagina contiene informazioni ricavate automaticamente dalle voci biografiche con l'ausilio del template Bio e di un bot. L'aggiornamento è periodico e automatico e ricostruisce completamente la pagina. Se manca una persona in questa lista, sei pregato di non aggiungerla, ma accertati piuttosto che la sua voce biografica contenga il template Bio e che i dati anagrafici siano correttamente compilati. Se il template Bio manca, inseriscilo tu stesso o, in alternativa, metti l'avviso {{tmp\|Bio}} che ne segnala la mancanza. Se i dati riportati sono sbagliati, correggi direttamente la voce biografica; le modifiche saranno visibili in questa lista entro pochi giorni. Per chiarimenti vedi il progetto biografie. La lista contiene solo le 32 persone che sono citate nell'enciclopedia e per le quali è stato implementato correttamente il template Bio. Pagina aggiornata al 13 gen 2025. |

- 5 gennaio - Pietro Riario, cardinale e arcivescovo cattolico italiano (n. 1445)
- 10 marzo - Jacopo III Appiano, nobile italiano (n. 1439)
- 4 aprile - Anna di Braunschweig-Grubenhagen, nobile tedesca (n. 1414)
- 3 maggio - Alain de Coëtivy, vescovo cattolico e cardinale francese (n. 1407)
- 29 giugno - Drusiana Sforza, nobile (n. 1437)
- 5 luglio - Eric II di Pomerania-Wolgast, nobile tedesco
- 9 luglio - Isotta degli Atti, nobile italiana
- 16 agosto - Ricciarda di Saluzzo, nobile (n. 1410)
- 17 agosto - Mahmud Pascià Angelović, militare, politico e poeta ottomano (n. 1420)
- 26 agosto - Giacomo III di Cipro, sovrano cipriota (n. 1473)
- 4 ottobre - Juan Pacheco, nobile e politico spagnolo (n. 1419)
- 9 novembre - Antonio I da Correggio, condottiero e politico italiano
- 27 novembre - Guillaume Dufay, compositore e teorico musicale francese
- 1º dicembre - Nicolò Marcello, politico italiano (n. 1397)
- 2 dicembre - Roberto Sanseverino, nobile e condottiero italiano
- 11 dicembre - Enrico IV di Castiglia, re (n. 1425)
- 16 dicembre - 'Ali al-Qushji, astronomo, matematico e fisico turco (n. 1403)
- Margaret Beaufort, nobile inglese (n. 1427)
- Antonio Beccaria, religioso e grecista italiano
- Ognibene Bonisoli, grammatico e umanista italiano (n. 1412)
- Hans Bornemann, pittore tedesco (n. 1420)
- Etienne Chevalier, politico francese (n. 1410)
- Jean de Créquy, cavaliere medievale francese (n. 1395)
- Gabriele VI di Alessandria, vescovo cristiano orientale egiziano
- Gendün Drup, monaco buddhista tibetano (n. 1391)
- Giovanni VI di Meclemburgo, duca tedesco (n. 1439)
- Isidoro di Rostov, religioso e santo russo
- Afanasij Nikitin, esploratore russo
- Pietro di Hagenbach, cavaliere medievale francese (n. 1423)
- Lorenzo Roverella, vescovo cattolico italiano
- Venceslao I di Teschen, duca (n. 1413)
- Filippo de' Medici, arcivescovo cattolico italiano (n. 1426)